# Лами, Франсуа
Франсуа Лами (фр. Dom François Lamy; 1636—1711) — французский философ.
Последователь Мальбранша, полемизировал со Спинозой и Лейбницем.
Основные сочинения: «О самосознании» (фр. «De la connaissance de soi-même»; 1694—1698); «Философические письма» (фр. «Lettres philosophiques»; 1703); «Новый атеизм, или Опровержение философии Спинозы» (фр. «Nouvel athéisme renversé ou Réfutation du système de Spinoza»; 1706); «Неверующий, приведенный к вере разумом» (фр. «L’incrédule amené à la religion par la raison»; 1710).